# Maria Theresa van Thielen
Maria Theresa van Thielen (* 17. März 1640 in Antwerpen; † 11. Februar 1706 ebenda) war eine flämische Malerin. Sie signierte ihre Werke mit M.T. van Thielen.

## Leben
Maria Theresa van Thielen wurde als Tochter des Malers Jan Philip van Thielen (1618–1667) und Franciska de Hemelaer in eine künstlerische Patrizierfamilie hineingeboren. Die Schwester der Mutter war mit dem Maler Erasmus Quellinus II. verheiratet. Sie hatte neun Geschwister. Ihre Geschwister Anna Maria (* 1641), Francoise Katharina (* 1645) und Philippus van Thielen waren ebenfalls Maler. Wobei zumeist den drei Töchtern, vor allem Maria Theresa und Francoise Katharina, hohe Kunstfertigkeit in der Literatur zuerkannt wird. Hingegen dem Sohn eher geringere Fähigkeiten.

## Werk

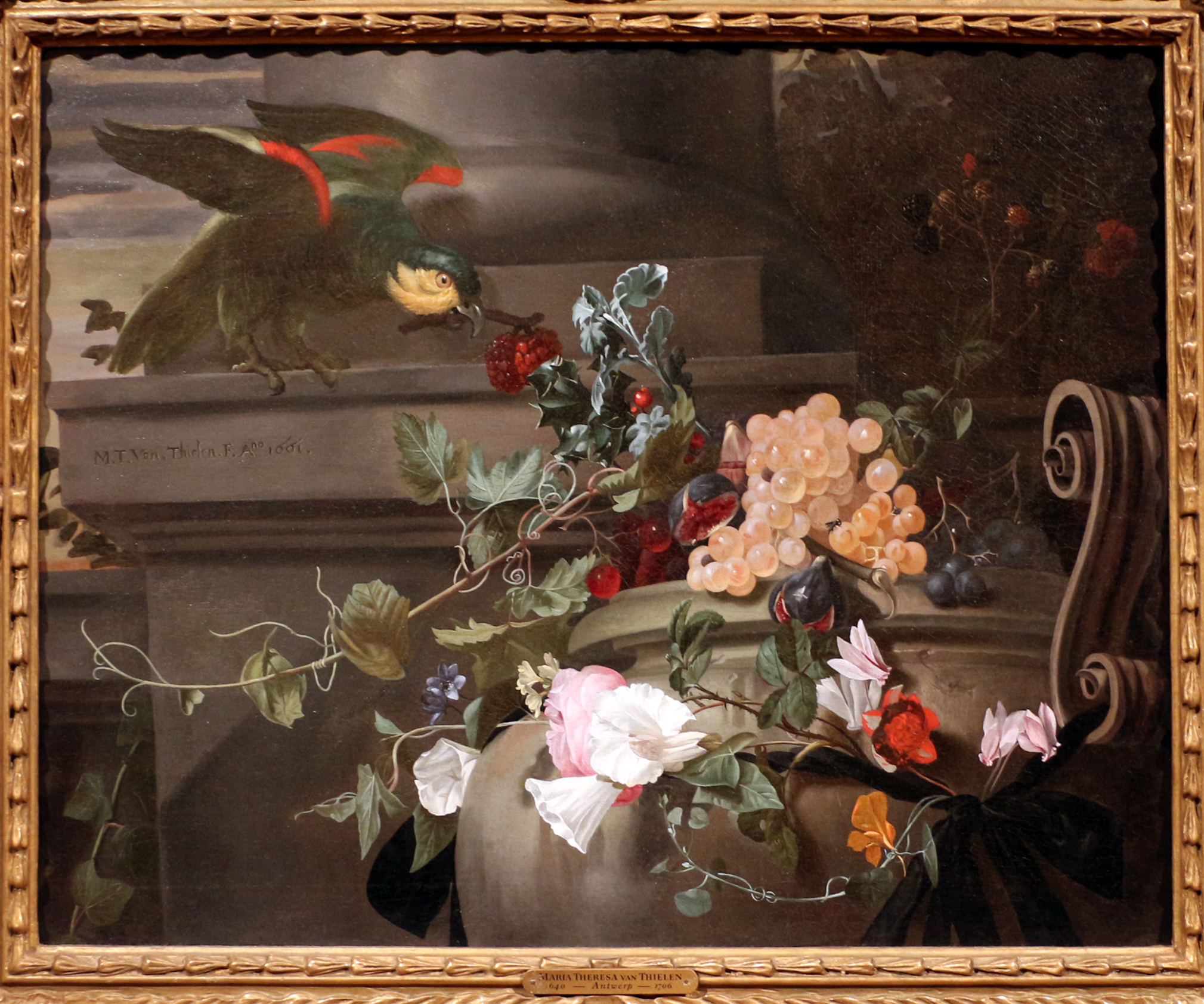
Stillleben mit Papagei, 1661

Nur wenige Werke von ihr sind signiert und bekannt wie das Bild Stillleben mit Papagei von 1661. Es trägt die Signatur „M.T. von Thielen“ zusammen mit F., Ano und der Jahreszahl 1661. Es unterscheidet sich von den meisten Blumengemälden der Familie van Thielen durch seine ausgesprochen originelle Komposition. Der graue Stein der Säule und der Urne setzt die satten Farben und sorgfältigen Details des Papageis, der Blumen und Früchte wunderbar in Szene. Die Ranken von Weinrebe, Kapuzinerkresse und Prunkwinde sind rhythmisch und zart. Der Papagei verleiht dem Gemälde eine exotische Note. Er hält einen kurzen Zweig mit zwei Himbeeren. Dies ist wahrscheinlich eine Anspielung auf eine klassische Geschichte von Plinius dem Älteren über den griechischen Maler Zeuxis. Dessen Weintraubengemälde sahen so realistisch aus, dass die Vögel darauf flogen, um sie zu fressen. Dies wäre nicht nur eine Anspielung, die den gebildeten Besitzer des Gemäldes ansprechen würde, sondern spiegelt auch van Thielens Glauben an ihr Können als Künstlerin wider.

## Weblink
| Personendaten    | Personendaten              |
| ---------------- | -------------------------- |
| NAME             | Thielen, Maria Theresa van |
| ALTERNATIVNAMEN  | Thielen, M.T. van          |
| KURZBESCHREIBUNG | flämische Malerin          |
| GEBURTSDATUM     | 17. März 1640              |
| GEBURTSORT       | Antwerpen                  |
| STERBEDATUM      | 11. Februar 1706           |
| STERBEORT        | Antwerpen                  |